# Karyn Kusama
Karyn Kusama (Brooklyn; 21 de març de 1968) és una directora de cinema i guionista estatunidenca.

## Carrera
Es va graduar a l'escola de cinema de la Universitat de Nova York, amb la seva primera producció Girlfight va guanyar el premi a la millor direcció, així com el premi del gran jurat (compartit amb You Can Count on Me de Kenneth Lonergan) al Sundance Film Festival de 2000. Va realitzar una versió cinematogràfica d'Aeon Flux, protagonitzada per Charlize Theron. Va dirigir la comèdia de terror Jennifer's Body, escrita per Diablo Cody i protagonitzada per Megan Fox.
La invitació, una obra aclamada per la crítica, va guanyar el Premi a la Millor Pel·lícula en el Festival de Sitges, l'any 2015. Es va estrenar el 2016 i fou protagonitzada per Logan Marshall Green i Emayatsy Corinealdi. En aquesta pel·lícula, Karyn Kusama mostra un món fosc, on, desconfiar d'allò que és conegut i seguir l'instint animal de supervivència, pot ser l'única cosa important.

## Filmografia

### Directora
- Sleeping Beauties (1991, curtmetratge, també guionista)
- Girlfight (2000, també guionista)
- Aeon Flux (2005. Ha estat doblada al català.)[2]
- Jennifer's Body (2009)
- Speechless (2013, curtmetratge)
- La invitació (2016. Ha estat doblada al català.)[2]
- Her Only Living Son (2017, curtmetratge, també guionista)
- Destroyer: Una dona ferida (2018. Hi ha versió subtitulada en català.)[2]

## Televisió
| Any       | Sèrie                           | Episodis                                                                                 |
| --------- | ------------------------------- | ---------------------------------------------------------------------------------------- |
| 2007      | The L Word                      | "Little Boy Blue"                                                                        |
| 2014–2017 | Halt and Catch Fire             | "High Plains Hardware" / "Working for the Clampdown" / "The Threshold" / "Ten of Swords" |
| 2015      | Chicago Fire                    | "Forgiving, Relentless, Unconditional"                                                   |
| 2015–2016 | The Man in the High Castle      | "End of the World" / "Land O' Smiles"                                                    |
| 2016      | Casual                          | "Such Good Friends" / "Big Green Egg"                                                    |
| 2016      | Masters of Sex                  | "Night and Day"                                                                          |
| 2016–2017 | Billions                        | "Quality of Life" / "Golden Frog Time"                                                   |
| 2020      | The Outsider                    | "The One About The Yiddish Vampire"                                                      |
| 2021      | The Mysterious Benedict Society | "The Art of Conveyance and Round-Trippery"                                               |
| 2021      | Yellowjackets                   | "Pilot" (també productora executiva)                                                     |

## Premis i distincions
- Premi de la Joventut, pel·lícula estrangera: Festival Internacional de Cinema de Cannes.[3]
- Premi a la millor pel·lícula: XLVIII Festival Internacional de Cinema Fantàstic de Catalunya.